# Waldemar Cordeiro
Waldemar Cordeiro (Roma, 12 de abril de 1924 - São Paulo, 30 de junio de 1973) fue un artista y crítico de arte brasileño de origen italiano. Trabajó como artista informático en los primeros días de arte computacional y fue pionero en el movimiento arte concreto en América Latina.

## Vida y educación tempranas
Cordeiro nació en Roma, Italia de padre brasileño y madre italiana. Tenía doble nacionalidad.
Cordeiro estudió en la  Accademia di Belle Arti en Roma.: 162  en donde se inclinó por estilos de arte figurativo y expresivo. Durante ese tiempo, comenzó a estudiar la obra de Antonio Gramsci, quien tuvo una gran influencia en su carrera.

## Carrera
En 1949, cuándo tenía una veintena de años, Cordeiro emigró a São Paulo, Brasil. En Brasil, Cordeiro trabajó como pintor, crítico de arte, y periodista, notablemente en Folha da Manhã en São Paulo.
A través de este trabajo en  Folha da Manhã,  Cordeiro fue el autonombrado líder de la comunidad de Arte Concreto, compuesto por artistas que provenían de diversos orígenes inmigrantes, como Anatol Wladyslaw, Geraldo de Barros, Lothar Charoux, Luiz Sacilotto, Kazmer Fejer y Leopoldo Haar. Cordiero reunió a los artistas como una extensión de una exposición de 1948 en la Galería Prestes Maia, donde los nuevos artistas emergentes mostraron por primera vez su trabajo.: 44–45 
Inicialmente, Cordeiro pintó usando un estilo tradicionalmente figurativo y expresivo. A finales de la década de 1940, mientras se desarrollaba como artista, comenzó a transformar formas compuestas de formas geométricas en una expresión libre de experimentación con secuencias de formas. A través de este trabajo, Cordeiro se hizo conocido como un pionero del movimiento artístico concreto en América Latina, específicamente en Brasil.
En 1952, fue cofundador del Grupo Ruptura, la rama de São Paulo del movimiento de arte del hormigón brasileño. Cordeiro fue el principal teórico de los grupos. Como principal teórico de Grupo Ruptura, apoyó la posición racionalista del grupo, se opuso abiertamente a los principios presentados por el grupo de Río liderado por la crítica de arte Ferreira Gullar. En la exposición de Ruptura en 1952, Cordeiro distribuyó el manifiesto de Ruptura, que fue visto como una declaración radical de la intención del grupo de rechazar lo antiguo y abrazar un nuevo enfoque que incluía el desarrollo del abstraccionismo, libre de todas las referencias representativas. El enfoque confrontativo de Cordeiro fue de rechazo al elitismo, ya que muchos de los artistas del Grupo Ruptura, así como el propio Cordeiro, provenían de entornos de clase trabajadora y enfocados hacia el populismo, expresado mediante el abstraccionismo geométrico.: 47 
En 1953, conoció en Buenos Aires al teórico, artista y diseñador argentino Tomás Maldonado.
Junto a los artistas Décio Pignatari y Alfonso Schmidt, Cordeiro fue participante del congreso continental de cultura en Santiago de Chile, entre las fechas del 26 de abril y el 2 de mayo de 1953, formó parte de un viaje financiado por el Partido Comunista Brasileño.
En 1954 se convirtió en practicante del diseño paisajista
En 1956, Cordeiro organizó la primera Exposición Nacional de Arte Concreta.
Cordeiro, junto a uno de los miembros del Grupo Ruptura, organiza entre los años 1956 a 1957 la primera Exposición Nacional de Arte Concreto, ampliándose para dar espacio a diversos artistas y poetas del Grupo Frente de Río de Janeiro.
De 1957 a 1959, en la serie "Idéais visíveis", Cordeiro creó pinturas abstractas compuestas de principios estructurales y conceptos lógicos.
En 1963 Intenta nuevamente agrupar a los artistas del Arte Concreto, con nuevos integrantes para formar la Asociación de Artes Visuais Novas Tendencias- Galeria NT, Sao Paulo.
En 1964, Cordeiro desarrolló un proceso en el que combinó las características del pop y el arte concreto, Augusto de Campos llamado "pop creto". Corediro incorporó entonces el arte neofigurativo.
Además, desde 1950 hasta su muerte en 1973, Cordeiro participó en más de 150 proyectos de planificación urbana como una aplicación práctica de muchas de las teorías de su trabajo. 
En 1972 funda y administra el Centro de Precessamento de Imágenes, Instituto de Artes da Unicamp y diseñó un proyecto para el Instituto de Artes que terminó siendo interrumpido por su fallecimiento.

## Derivadas de una imagen
A finales de la década de 1960, Cordeiro introdujo a la computadora a su sistema de creación, con Derivadas de una imagen (1969), realizadas con Giorgio Moscati, en la IBM 360 de la Universidad de Sao Paolo, inaugura con esta obra el “computer art” en Brasil. Su objetivo fue traducir una imagen fotográfica en un modelo numérico, esto por medio de un lenguaje computacional.
En 1971, Cordeiro parte de una fotografía de una chica vietnamita, quemada por las bombas de napalm, transformándola en miles de puntos.

## Arteônica
Cordeiro organiza la exposición internacional ARTEONICA (1971), en la fundación Armando Alvares Penteado, en esta exhibición destacan los aspectos democratizadores de las artes telemáticas, no explotadas en esa región sino hasta los años 80’s.
Según el propio Cordeiro, este proyecto tiene como objetivos realizar obras interdisciplinarias, aprovechando los campos de la psicología y la computación convergentes en el arte.
A través de Arteônica, Cordeiro destacó algunas problemáticas, como la forma de consumo de las obras, las reproducciones mecánicas o electrónicas, donde se tiende a perder información y por lo tanto sentido. “el cambio de comunicación es el cambio de información” afirma el artista.
Junto con el ingeniero Giorgio Moscati, Cordeiro produjo sus obras “Transformação em Grau Zero/ Transformacão em Grau 1/Transformação em Grau 2”, las cuales se apropian de un póster del día de san Valentín, deconstruyendo la imagen, esta obra es la primera de su tipo en Brasil (de realización computacional).
El computador utilizado fue un IBM/360-44, el cual era usado normalmente por Moscati en la universidad de Sao Paulo, la cual realizaba operaciones matemáticas con una memoria de 32 kbytes. El proceso funcionaba a base de un paquete de tarjetas con el programa al ser ejecutado, el cual podía llegar a durar horas, días o semanas, dependiendo el resultado esperado.

## Museos y Colecciones
- Fundación Cisneros, Colección Patricia Phelps de Cisneros (Caracas, Venezuela / New York, New York)
- Museu de Arte Contemporânea da Universidade de São Paulo (São Paulo, Brasil)
- Museu de Arte de Brasília, Brasília, Brasil
- Museum of Fine Arts (Houston, Texas)
- Pinacoteca do Estado de São Paulo (São Paulo, Brasil)
- The Ella Fontanals-Cisneros Collection, Cisneros Fontanals Art Foundation (Miami, Florida)

## Afiliaciones
- Computer Art Society (London, England) – Cordeiro fue el primer brasileño en ser miembro

## Premios y reconocimientos
- 1959: Prêmio Leirner de Arte Contemporânea
- 1965: Bienal de São Paulo, Prêmio Itamaraty
- 1967: Bienal de São Paulo, Prêmio Itamaraty

## Obras selectas
- Movimento by Waldemar Cordeiro (1951)
- Estudo by Waldemar Cordeiro (1952)
- Idéia visível (Visible Idea) (enlace roto disponible en Internet Archive; véase el historial, la primera versión y la última). at the Museum of Fine Arts, Houston (1956) – Industrial latex paint on plywood laminate panel
- Estrutura Determinada e Determinante by Waldemar Cordeiro (1958)
- Contradição Espacial by Waldemar Cordeiro
- Dinâmica de Luz by Waldemar Cordeiro (1960)
- Quadrados Concêntricos  by Waldemar Cordeiro (1961)
- Estruturação de Luz by Waldemar Cordeiro (1961)
- Cor-relação by Waldemar Cordeiro (1961)
- Derivadas de Uma Imagem (Derivatives of an Image) by Waldemar Cordeiro and Giorgio Moscati. (1969) – First visual computer artwork made in Brazil
- Retrato de Fabiana (Portrait of Fabiana) by Waldemar Cordeiro and Ernesto Vita, Jr. (1970) – sequential work composed of four images
- A Mulher que não ê B.B. (The Woman Who Is Not B.B.) by Waldemar Cordeiro, José Luiz Aguirre and Estevam Roberto Serafim (1971)
- Gente, Grau 1 (People, Degree 1) by Waldemar Cordeiro, Raul Fernando Dada and J. Soares Sobrinho. (1972)
- Gente, Grau 6 (People, Degree 6) by Waldemar Cordeiro, Raul Fernando Dada and J. Soares Sobrinho. (1972)
- Pirambu by Waldemar Cordeiro, N. Machado and Raul Fernando Dada (1973) – digital printout

## Arte Concreto
En 1949 las primeras obras de Waldemar Cordeiro fueron expuestas en el teatro municipal y en la primera exposición del Club de Arte de Sao Paulo. En 1951 se exhibieron en la primera Bienal de Sao Paulo obras de arte concreto por A. Maluff, Ivan Serpa, L. Sacilotto, A. Palatnik y W. Cordeiro.
En la década de los sesenta, después del ascenso de la dictadura militar, Waldemar Cordeiro produjo múltiples obras que buscaban ser una fusión del Pop Art y el arte concreto, este mismo siendo una fusión concebida por Cordeiro a mediados de la década de 1960, en 1964 Cordeiro comenzaría a hacer sus primeros pop cretos.
Estrutura Determinada e Determinante
Esta pintura tuvo la intención de ser diseñada por medio de las relaciones proporcionales que hay entre las figuras geométricas que se perciben en ella. El significado de la obra tiene su peso en la composición, lo que lleva a desplazarse de la figura central hasta las diferentes celdas de la estructura, ya sean triángulos, cuadrados, las formas que se alinean y la formas que podrían separar de la estructura, todo esto relacionado con el concepto psicológico de la Gestalt, ya que Cordeiro fue un gran estudiante de la teoría Gestalt, por lo que sus obras seguían por este mismo concepto.

## Obras y Publicaciones
- Cordeiro, Waldemar; Sacilotto, Luís (1952). «Manifesto Ruptura» (Offset lithograph). Museum of Fine Arts, Houston. (enlace roto disponible en Internet Archive; véase el historial, la primera versión y la última).
- Cordeiro, Waldemar. Arteônica. O uso criativo de meios electrônicos nas artes. São Paulo: Universidade de São Paulo, 1972.
- Cordeiro, Waldemar. "Arte analógica e/ou digital," in Arte: Novos Meios/Multimeios. Brasil '70/'80 (São Paulo: Fundação Armando Alvares Penteado, 1985) pp. 191–192.
- Cordeiro, Waldemar. Salão de sombras. Recife: Prefeitura da Cidade do Recife, Secretaria de Educação e Cultura, Conselho Municipal de Cultura, Fundação de Cultura Cidade do Recife, 1992 (Poems)